# Fichtwald
Fichtwald is een gemeente in de Duitse deelstaat Brandenburg, en maakt deel uit van het Landkreis Elbe-Elster.
Fichtwald telt 601 inwoners.